# Vallée de l'Ara
La vallée de l'Ara, également connue sous le nom de vallée de Zerbillonar, est une vallée des Pyrénées espagnoles située dans la comarque de Sobrarbe dans la province de Huesca, communauté autonome d'Aragon.

## Toponymie
Son nom provient de la rivière Ara qui y coule.
L'autre dénomination zerbillonar/cerbillonar semble venir du nom des versants au dénivelé impressionnant situé de chaque côté de la vallée (1 000 m de dénivelé continu en pente forte entre le fond de la vallée (1 800 m) et le pic de Cerbillona (3 247 m).

## Géographie
Dans la partie haute de la vallée, à la frontière franco-espagnole, naît la rivière Ara, plus précisément au lieu-dit cirque de l'Ara, entre le col d'Arratille et le col des Mulets (los Mulos). 
La vallée de l'Ara « finit » lorsqu'elle rencontre la vallée de l'Otal (lieu où la vallée s'élargit) pour former la vallée de Bujaruelo. Toutefois, on nomme parfois vallée de l'Ara tout le bassin de cette rivière, depuis sa source jusqu'à Aínsa-Sobrarbe, incluant également la vallée de Broto.
Sur son flanc est se trouve l'impressionnant massif du Vignemale, qui surplombe directement de plus de 1 000 m de dénivelé la vallée. Sur son flanc ouest, on trouve 5 petites vallées qui la rejoignent, comme la vallée d'Ordiso ou la vallée de l'Otal.

## Faune et flore
La vallée est incluse entièrement dans la réserve de biosphère Ordesa-Vignemale (Reserva de la Biosfera Ordesa-Viñamala).

## Histoire
Elle servait d'itinéraire de passage entre les villages de Torla-Ordesa et Broto côté aragonais (Espagne), et le village de Cauterets côté gascon (France).

## Voies d'accès
Il n'y a aucune voie goudronnée dans cette vallée, la circulation automobile y est interdite.
Côté français, on y accède au nord via le massif du Vignemale et ses nombreux hauts cols de montagne, ou au sud via le port de Boucharo depuis Gavarnie.
Côté espagnol, la voie normale est celle de la basse vallée de l'Ara ou vallée de Broto, à partir des communes de Broto puis Torla-Ordesa.